# Frank Forest
Frank Forest, nome d'arte di Frank Hayek (Saint Paul, 17 ottobre 1896 – Santa Monica, 23 dicembre 1976), è stato un tenore e attore cinematografico statunitense.

## Biografia
Nato in Minnesota col nome di Frank Hayek, Forest studiò agricoltura all'Università del Minnesota. Da tenore, ricoprì ruoli da protagonista nei teatri lirici statunitensi ed europei, girando anche alcuni film, tra cui si ricorda Quando la vita è romanzo (1937), dove canta in coppia con Grace Moore una scena dalla Madama Butterfly.
Nel 1955 spese energie e denaro per creare l'Empire State Festival, un festival estivo di opera lirica a New York. Frank Forest morì il 23 dicembre 1976 in California, a Santa Monica. Venne sepolto al Hillside Memorial Park di Redlands, in California.

## Filmografia
- The Big Broadcast of 1936, regia di Norman Taurog (1935)
- The Big Broadcast of 1937, regia di Mitchell Leisen (1936)
- Valzer champagne (Champagne Waltz), regia di Edward Sutherland (1937)
- Quando la vita è un romanzo (I'll Take Romance), regia di Edward H. Griffith (1937)
- Take It Big, regia di Frank McDonald (1944)